# O Feal (Laraje)
O Feal es un lugar de la parroquia de Laraxe en el municipio coruñés de Cabanas, en la comarca del Eume. Tenía 55 habitantes en el año 2007 según datos del Instituto Gallego de Estadística de los cuales eran 28 hombres y 27 mujeres, lo que supone una disminución con relación al año 1999 cuando tenía 67 habitantes.
- Datos: Q12394998

- Esta obra contiene una traducción  derivada de «O Feal, Laraxe, Cabanas» de Wikipedia en gallego, publicada por sus editores bajo la Licencia de documentación libre de GNU y la Licencia Creative Commons Atribución-CompartirIgual 4.0 Internacional.